# Ver (rivière)
Pour les articles homonymes, voir Ver (homonymie).
La Ver est une rivière du Hertfordshire, au nord-ouest de Londres en Angleterre, affluente de la Colne.

## Géographie
Elle prend sa source à Markyate Cell, et coule en direction du sud sur 20 km parallèlement à la voie romaine de Watling Street, arrosant les villes de Flamstead, Redbourn, St Albans et Park Street, avant de se déverser dans la Colne à Bricket Wood. Par suite de l'artificialisation de la vallée, elle est désormais fréquemment à sec l'été. Les Romains avaient édifié la ville de Verulamium le long de son cours pour bénéficier d'une artère de transport fluvial.

## Une rivière en danger
La vallée de la Ver traverse un massif calcaire en amont de Redbourn, mais ses caractéristiques morphologiques ont été fortement altérées par suite des travaux de canalisation à l'occasion de la création des lacs artificiels de Verulamium Park à St Albans dans les années 1930 (ce conservatoire archéologique a été créé à la suite des excavations du site antique de Verulamium par Sir Mortimer Wheeler et sa femme Tessa). En outre, les années 1960 et 1970 ont vu le cours d'eau dépérir en conséquence des pompages excessifs en amont de son cours. Malgré la fermeture d'une des stations de pompage, la rivière continue d'être à sec l'été dans son cours amont, et les autorités redoutent que toute la vallée connaisse le même sort sous peu (par comparaison, les archives de 1885 signalent un débit considérable et une profondeur de 3 m à hauteur de Dolittle Mill sur Redbourn Road). Depuis 2004, des travaux de recyclage ont été entrepris pour gérer les lacs de St Albans.

## Curiosités touristiques

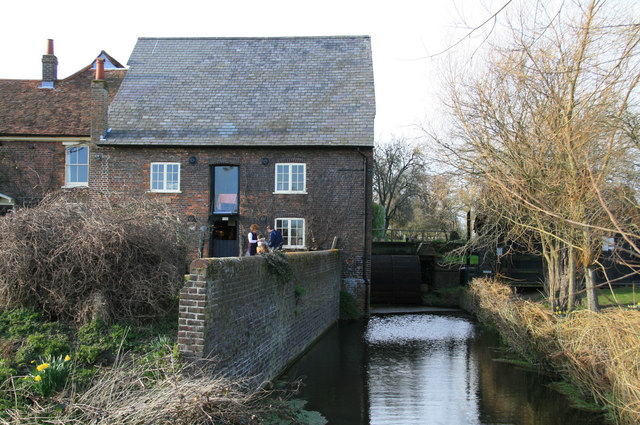
Le moulin de Redbournbury est toujours en activité.

Au sud de Redbourn, la rivière est équipée depuis le Moyen Âge de plusieurs moulins, tant pour moudre la farine que pour la fabrication du papier, le foulonnage, le tissage de la soie ou l'abrasion. On a dénombré ainsi jusqu'à 11 moulins, dont beaucoup subsistent aujourd'hui, soit sous leur forme originelle de moulin, soit aménagés en fermes ou en pubs. Les sites les plus intéressants sont :
- Dolittle Mill. Fermé en 1927 et démoli depuis, l’endroit aurait été le théâtre d'un miracle. Le chroniqueur du XVe siècle Thomas Walsingham, moine de l’abbaye de St Alban, rapporte qu’un enfant tombé dans le coursier du moulin aurait été happé par la roue hydraulique et serait remonté apparemment mort. Sa mère invoqua saint Alban, promettant une offrande si l’enfant revenait à la vie, et elle fut exaucée.

- L’écomusée de Redbournbury Mill, entre Redbourn et St Albans. Un moulin à céréales a été remis en service et vend de la farine traditionnelle. Il est ouvert au public.

- Le musée de Kingsbury Mill à St Albans. Ce moulin du XVIe siècle, appartenant à l’abbaye de St Alban, était utilisé à l'origine pour la réduction du malt. Le Domesday Book (1086) révèle qu'il existait déjà au XIIe siècle.

- Moor Mill, dans la rue de Smug Oak Lane, à Bricket Wood a été aménagé en pub et centre de conférence. On peut toujours voir la roue à aubes et la pignonnerie aux heures d'ouverture.

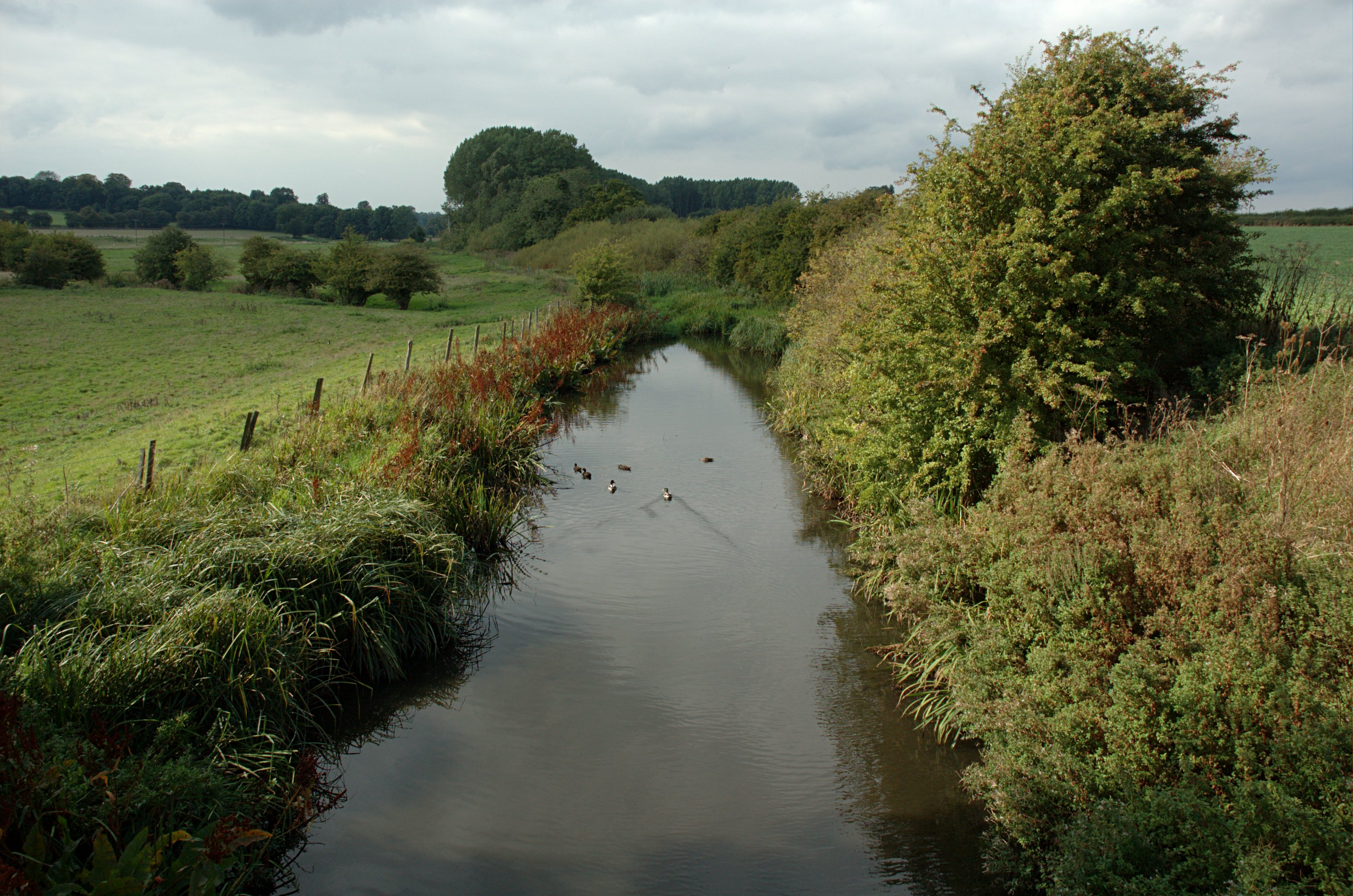
La Ver à l'ouest de St Albans

Le pont en maçonnerie dans St Michael's Street, à côté du musée de Kingsbury Mill, date de 1765 et passe pour le plus vieux pont du Hertfordshire. Selon un récit contemporain de la seconde bataille de St Albans (1461), pendant la Guerre des Deux-Roses, il y avait déjà à cet endroit un premier pont (appelé en 1505 Pons de la Maltemyll en anglo-normand). On suppose qu'il s'agissait d'un pont romain remontant au IIIe siècle. Le gué à côté de ce pont, attesté depuis plus de 2 000 ans, passe pour l'endroit où Alban aurait traversé la rivière pour son exécution ; il a fait l'objet d'importants travaux de réhabilitation à l'initiative des associations de riverains.
Le pub Ye Olde Fighting Cocks, à St Albans, passe pour le plus ancien pub d'Angleterre. Depuis 1539, il se dresse le long de la Ver près du moulin d'Abbey Mill au fond des vergers du prieuré.
On peut voir des étendues sauvages de cresson de fontaine tout le long des berges (surtout autour du délaissé entre Redbourn et St Albans) : en effet, toute la vallée de la Ver est le grand centre de production du cresson en Angleterre. Les peupleraie et les sauleraies autour de Pre Mill et de The Pre Hotel le long de l'A5183 (dans les faubourgs ouest de St Albans, le long du lotissement de Gorhambury), caractéristiques du paysage, témoignent du développement d'une industrie florissante : celle des battes de cricket.